# Salvador Pinaqui Ducasse
Salvador Pinaqui Ducasse (o Salvador Pinaquy) (Bayona, 27 de septiembre de 1817-Pamplona, 17 de diciembre de 1890) fue un industrial francés afincado en Pamplona en 1848 donde establecería una fábrica de fundición de herramienta agrícola y fallecería. Una de sus iniciativas más populares fue el aprovisionamiento de agua a Pamplona durante el asedio de la ciudad por tropas carlistas en 1874. Fue una figura decisiva en la provisión de herramientas agrícolas al medio rural de Navarra, especialmente. En su empresa de fundición trabajó hasta 1865 Julián Gayarre antes de su descubrimiento tenor.

## Biografía
De su etapa previa a la llegada a Pamplona en 1848 no hay muchos datos. Se conoce que era un maquinista que, instalado en Pamplona, creó en 1850 la empresa "Salvador Pinaquy y Compañía" en el Molino de Caparroso una fábrica de utillaje junto con su socio y paisano José Sarvy.
Durante el Sitio de Pamplona (1874-1875), el ejército carlista bloqueó el suministro de agua procedente desde Subiza. Pinaqui, tras descubrir un manantial junto a su lugar de trabajo, propuso al municipio la provisión de agua, realizando todo el proyecto hidráulico en 28 días y proporcionando al depósito municipal situado en San Ignacio el agua suficiente para atender las fuentes de Pamplona. El 6 de noviembre de 1874 se organizó por todo lo alto la inauguración en la Plaza del Castillo en cuyo centro había entonces una fuente rematada por la emblemática figura de la Mariblanca.
En 1883 compra unos solares en la calle Mayor y calle Pellejerías de Pamplona donde, tras obtener permiso del ayuntamiento, construye una fundición cuya actividad inició a principios de 1885 abandonando el Molino de Caparroso donde pagaba una importante renta a su propietario, el Conde de la Rosa.
Se casó con Antonia Sancena Vergara, natural del barrio de Berrizáun en Yanci, de cuyo matrimonio nació un hijo, en Bayona, llamado también Salvador. Emplearía a su cuñado, Martín Sancena, en la fundición y el taller. Cuando Salvador falleció en 1890, sería este cuñado, junto al hijo, Salvador, su madre, Josefa Sancena, y el comerciante Mauricio Guibert los continuadores del negocio. En 1900 fallecería Salvador hijo, con 26 años.

## Proyectos realizados
- Segadora navarra: era una adaptación de la «segadora tipo McCormick[5] a la fuerza de tracción de una sola caballería».[6]
- Arado Jaén, era en 1859 su producto principal. Era un arado de vertedera giratoria inventando por Tomás Jaén, un acomodado político de Estella, propietario de tierras y fábricas.[7][4]
- Suministro de agua a Pamplona: mediante una turbina dando movimiento a tres máquinas, y la canalización desde el Molino de Caparroso hasta el depósito situado frente al Portal de San Nicolás, a la altura donde actualmente está la Iglesia de San Ignacio de los PP. Redentoristas. Este sistema bombeaba todo el caudal necesario y para filtrar el agua turbia del río Arga había abierto un pozo en un islote de cascajo dejando el agua «cristalina y buena».[8] El ayuntamiento le abonó por las obras la cantidad de 10.844,72 pesetas y el año 1876 le recompensó con una medalla conmemorativa realizada en la Fábrica de la Moneda de Madrid.[4]
- La Maniobra de Derché, es decir, el sistema mecánico que acciona las cadenas del puentre levadizo del Portal de Francia que permite izar o bajar el tablero (de 1824 kg) mediante dos contrapesos (de 645 kg. cada uno). Fue realizado en 1875 y se mantuvieron hasta 1915. Los elementos fueron guardados por el Ayuntamiento de Pamplona y en 2007 se volvieron a instalar. Desde el 5 de enero de 2008 se usan cada año para «el recibimiento a SS.MM. los Reyes Magos» durante la cabalgata celebrada en esa fecha.[9]
- Subida de aguas al monte San Cristóbal con 445 m de elevación.
- Aprovisionamiento de agua al pueblo de Briones (1880).
- Electrificación e iluminación de Pamplona (1887-1888).

## Premios y reconocimientos
- 1857. Medalla de oro en la Exposición Nacional de Agricultura de Madrid.
- 1864. Medalla de oro en la Exposición Agrícola de Pamplona.
- 1867. Medalla de plata en la Exposición Universal de París.
- 1875. Encomienda de Carlos III.
- 1876. Medalla de oro conmemorativa de la Ciudad de Pamplona.[10]
- Miembro emérito de la Sociedad de Labradores de Valencia.